# Лаплејс (Луизијана)
Лаплејс (енгл. Laplace) насељено је место без административног статуса у америчкој савезној држави Луизијана.

## Демографија
По попису из 2010. године број становника је 29.872, што је 2.188 (7,9%) становника више него 2000. године.
| Група             | 2000.          | 2010.          |
| Белци             | 16.329 (59,0%) | 13.094 (43,8%) |
| Афроамериканци    | 9.860 (35,6%)  | 14.303 (47,9%) |
| Азијати           | 195 (0,7%)     | 284 (1,0%)     |
| Хиспаноамериканци | 1.021 (3,7%)   | 1.829 (6,1%)   |
| Укупно            | 27.684         | 29.872         |